# La Communauté des esprits
La Communauté des esprits (titre original : The Secret Commonwealth) est un roman de fantasy, deuxième tome de La Trilogie de la Poussière (The Book of Dust), écrit par Philip Pullman et publié en 2019. Ce roman prend place vingt ans après La Belle Sauvage et sept ans après Le Miroir d'ambre, troisième et dernier tome de la série À la croisée des mondes.

## Résumé
Lyra est désormais étudiante au collège Sainte-Sophia à Oxford, mais vit toujours au sein de Jordan College. Malcolm Polstead et Alice Parslow, désormais Lonsdale, qui l'ont sauvée vingt ans plus tôt, sont devenus respectivement professeur et domestique à Jordan College.
Lyra a commencé à admirer les œuvres de deux écrivains : Simon Talbot, un philosophe affirmant que la rationalité est tout et que les dæmons sont une illusion, et le romancier Gottfried Brande qui dénonce de la même manière tout ce qui n'est pas la raison pure. Son dæmon Pantalaimon désapprouve ces deux courants de pensées.
Au cours d'une excursion nocturne, Pan est témoin du meurtre d'un homme. Un ticket dans le portefeuille de l'homme assassiné les conduit à un sac à dos contenant un journal et un carnet d'adresses. L'homme assassiné est Roderick Hassall, un botaniste, et le journal est celui de son collègue, le Dr Strauss. Lyra et Pan entament la lecture du journal dans lequel ils découvrent que Strauss étudiait une rose d'importance commerciale dont l'huile est liée à la Poussière. Strauss cachait cette information au Magisterium, car ses membres considéraient certainement l'industrie des roses comme hérétique. Les roseraies sont attaquées par des « hommes des montagnes » inconnus, et Strauss et Hassall ont alors décidé de se rendre sur place.
Le désert de Karamakan, où la production de cette rose se concentre, est difficile d'accès et tous les visiteurs sont obligés de laisser leurs dæmons derrière eux. Strauss se demandait comment les gens se réunissent avec leurs daemons par la suite. Il a alors été informé de l'existence d'un lieu habité par des dæmons séparés, appelé « l'Hôtel Bleu ». Le groupe a atteint un vaste bâtiment rouge bien gardé, manifestement de grande importance. On leur a dit que le prix de l'entrée est « une vie », et Strauss a été admis seul à l'intérieur puis n'est plus ressorti. Hassall est alors rentré chez lui, seul, avec le journal de son collègue.
Le nouveau maître de Jordan College, un cadre pharmaceutique nommé Werner Hammond, convoque Lyra pour l'informer qu'elle doit céder sa chambre puisque l'argent que son père Lord Asriel avait laissé pour son éducation est épuisé. Des agents du Magisterium mettent ensuite sa chambre à sac mais ne trouvent pas le contenu du sac à dos que Pan venait de découvrir.
Lyra et Pantalaimon ont une dispute enflammée. Pan insiste sur le fait que les livres que Lyra lit l'ont rendue aveugle aux éléments non rationnels essentiels de la vie, tandis que Lyra rejette avec colère tout appel à l'émotion. Pan disparaît, laissant un mot disant « Parti à la recherche de ton imagination ». Désemparée, Lyra devine que Pan se rend peut-être à l'Hôtel Bleu, et décide de s'y rendre. Ses vieux amis les gitans lui organisent un passage sûr hors du pays. Malcolm, quant à lui, est chargé par Oakley Street, une organisation luttant contre l'extrémisme théocratique du Magisterium, de se rendre à Karamakan.
Marcel Delamare, qui n'est autre que l'oncle de Lyra mais également un cardinal ambitieux du Magisterium, apprend que l'essence de rose permet de voir la poussière. Afin de retrouver Lyra, il demande l'aide d'un jeune et talentueux aléthiométriste, Olivier Bonneville, fils de Gérard Bonneville qui a tenté vingt ans auparavant de tuer Lyra. Mais Olivier Bonneville le défie et part sans son autorisation à la poursuite de Lyra.
Assistant secrètement à un congrès du Magisterium à Genève, Malcolm parle au philosophe Simon Talbot, sans se rendre compte qu'il a été reconnu. Utilisant le congrès comme prétexte, Marcel Delamare s'empare du pouvoir suprême au sein du Magisterium. Malcolm apprend que les « hommes des montagnes » sont financés par des entreprises pharmaceutiques qui veulent contrôler l'approvisionnement en essence de rose.
Pantalaimon se rend à Wittenberg, en Germanie, afin de rencontrer l'auteur Gottfried Brande. Il le questionne à propos de sa théorie sur l'inexistence des dæmons  mais il est obligé de partir lorsque l'écrivain l'ignore ostensiblement. Il est ensuite capturé par Olivier Bonneville, mais il parvient ensuite à s'échapper lorsque ce dernier est brièvement arrêté par des agents du Magisterium. Pan rencontre peu après une jeune réfugiée nommée Nur Huda el-Wahabi qui a perdu son dæmon, et ils décident de voyager ensemble jusqu'à l'Hôtel Bleu.
Lyra voyage à travers l'Europe et l'Orient, en suivant les adresses du carnet de Roderick Hassall et aidée par les partisans de Oakley Street, dont beaucoup ont été séparés de leurs propres dæmons. À Smyrne, dans l'Empire ottoman, Lyra est recueilli brièvement par Bud et Anita Schlesinger. Anita grime Lyra afin qu'elle soit plus difficilement identifiable : elle lui coupe les cheveux puis les teint, et lui donne des lunettes. Malcolm arrive à Smyrne peu après le départ de Lyra. Attaqué par un agent du Magisterium, il est blessé à la hanche mais parvient à continuer son voyage.
Lyra par en train pour Séleucie, train dans lequel elle est agressée sexuellement par des soldats. À son arrivée, elle engage un guide, Abdel Ionides, afin qu'il l'emmène à travers le désert jusqu'à l'Hôtel Bleu, situé dans une zone de ruines isolée.
Olivier Bonneville, qui a suivi Lyra à la trace, est sur le point de l'abattre lorsqu'il en est empêché par Abdel Ionides qui lui conseille de « la laisser en vie pour le moment » car il affirme qu'elle sera la clé d'un grand trésor se trouvant à trois mille kilomètres à l'Est. Lyra est accueillie par Nur Huda el-Wahabi, qui lui dit « nous t'avons attendue ».

## Personnages
- Lyra Belacqua, devenue Lyra Parle-d'Or, est une étudiante de vingt ans au collège Sainte-Sophia (Oxford).
  - Pantalaimon, surnommé Pan, est le dæmon-martre de Lyra.
- Malcolm Polstead est historien à Durham College. Quelques années plus tôt, il était professeur à Jordan College où il donnait des cours à Lyra.
  - Asta est le dæmon-chatte de Malcolm.
- Pr Hanna Relf est une amie de Lyra qui lui apprend à utiliser l'aléthiomètre.
  - Jesper est le dæmon-singe d'Hanna Relf.
- Alice Lonsdale est la gouvernante de Lyra durant sa jeunesse à Jordan College. Son nom de naissance est Parslow.
  - Ben est le dæmon-chien d'Alice.
- Olivier Bonneville est le fils de Gérard Bonneville. Son dæmon est un faucon.
- Marcel Delamare est l'oncle de Lyra et le frère de Mme Coulter. Son dæmon est une chouette.
- Gottfried Brande est un écrivain allemand vivant à Winterberg, auteur du roman Les Hyperchorasmiens.
  - Cosima est le dæmon-berger allemand de Gottfried Brande.
- Simon Talbot est un philosophe d'Oxford, appartenant au Magisterium. Son dæmon est un ara bleu.

## Univers
Pour un article plus général, voir Univers de À la croisée des mondes.